# Igney (Vosges)
Igney is een Franse gemeente in het departement Vosges in de regio Grand Est en maakt deel uit van het arrondissement Épinal. De plaats telde 1.143 inwoners op 1 januari 2022.

## Geschiedenis
Tot het in maart 2015 werd opgeheven viel de gemeente onder het kanton Châtel-sur-Moselle, daarna werd Igney onderdeel van het nieuwgevormde kanton Golbey.

## Geografie
De oppervlakte van {Igney bedraagt 7,66 vierkante kilometer; Op 1 januari 2022 was de bevolkingsdichtheid 149,2 inwoners per km².
De onderstaande kaart toont de ligging van Igney met de belangrijkste infrastructuur en aangrenzende gemeenten.

## Verkeer en vervoer
In de gemeente ligt spoorwegstation Igney.

## Demografie
Onderstaande figuur toont het verloop van het inwonertal.
Chavelot · Darnieulles · Domèvre-sur-Avière · Fomerey · Frizon · Gigney · Golbey · Igney · Mazeley · Thaon-les-Vosges · Uxegney · Vaxoncourt